# ثریا قابل
ثریا قابل (۱۰ فوریهٔ ۱۹۴۰) شاعر و روزنامه‌نگار سعودی است. او به دو زبان عربی فصیح و محاوره‌ای اشعارش را نوشت. اولین مجموعه شعر خود را در سال ۱۹۶۳ با عنوان «وزن‌های گریان» چاپ کرد، ازین رو، او نویسندهٔ اولین مجموعه شعر فصیح زنانه در تاریخ عربستان سعودی شمرده می‌شود. قابل، آهنگ‌های سعودی را با اشعار غنایی ارائه کرد و به او لقب «صدای جده» داده شد. در طول شش دهه فعالیت هنری خود، ترانه‌های بسیاری نوشت که به کلاسیک‌های آواز سعودی تبدیل شدند. او با هنرمندان برجستهٔ سعودی مانند فوزی محسون، طلال مداح، محمد عبده و عبادی الجوهر همکاری داشته است. در پیشهٔ روزنامه‌نگاری، سمت‌های گوناگونی بر عهد گرفت، از جمله: سردبیر مجلهٔ «زینه» ۱۹۸۶–۱۹۸۷، مقاله‌نویس در روزنامه‌های سعودی «قریش» و «البلاد» و روزنامهٔ لبنانی «الانوار». او همچنین در روزنامه‌های سعودی «عکاظ» و «الریاض» کار کرد.

## زندگی و پیشه
ثریا محمد عبدالقادر قابل در ۱۰ فوریهٔ ۱۹۴۰/ ۱ محرم ۱۳۵۹ در محلهٔ المظلوم، جدهٔ قدیم، به دنیا آمد. پدرش محمد از خانواده‌ای تاجر و مادرش خیریه نام داشت که زنی ترک بود؛ پدر ثریا در استانبول با او آشنا شد، ازدواج کرد و از او صاحب دو پسر و پنج دختر شد که یکی از آنها ثریا است. ثریا تحصیلات ابتدایی خود را نزد زنی به نام فقیهه فرا گرفت و سپس نزد حمزه سعداوی در جده و تعدادی از استادان و معلمان منطقهٔ غرب عربستان ادامه تحصیل داد. زمانی که پدر ثریا برای درمان سل به لبنان سفر کرد، همراهش بود. درمان پدرش طولانی شد و همان‌جا در سال ۱۹۵۸ درگذشت. ثریا توسط عمه‌اش، عدیله، بزرگ شد. تحصیلات متوسطهٔ خود را در بیروت به پایان رساند و از دانشکده متوسطه ملی فارغ‌التحصیل شد. قصد ورود به دانشگاه آمریکایی بیروت را داشت، اما شرایط خانوادگی به او اجازه نداد.
در طول زندگی حرفه ای خود چندین سمت در روزنامه‌نگاری محلی از جمله سردبیر روزنامه‌های «عکاظ» و «الریاض» و ستون‌نویسی روزنامه‌های محلی داشته است. از سال ۱۹۸۶ تا ۱۹۸۷ سردبیر مجلهٔ «زینه» بود و به نوشتن مقاله برای روزنامه‌های سعودی «قریش» و «البلاد» و روزنامه لبنانی «الانوار» در دهه ۱۹۶۰ ادامه داد. استعداد شعری او در اوایل زندگی، به ویژه در دوران مدرسه در دههٔ ۱۹۶۰ پدیدار شد. در لبنان اولین اشعار خود را سرود که برخی از آنها در روزنامه‌های لبنانی مانند «الانوار» و «الحیات» منتشر شد. در عراق، با شاعر عراقی احمد الصافی النجفی آشنا شد و اشعار خود را به او نشان داد و او بسیار تشویقش کرد.
در سال ۱۹۶۳ اولین مجموعه اشعار خود را به نام «وزن‌های گریان» (به عربی: الأوزان الباكية) در بیروت منتشر کرد که اولین مجموعه شعر زنانه در ادبیات مدرن محلی عربستان سعودی بود و آن را به عنوان به عمهٔ خود تقدیم کرد. او آثارش با نام واقعی خود منتشر کرد و برخلاف آنچه در میان نویسندگان زن سعودی در آن دوران مرسوم بود، با نام مستعار نمی‌نوشت، می‌گفت نوشتن مسئولیتی است که باید با آن روبرو شد. «وزن‌های گریان» در ابتدا از ورود به عربستان منع شد، اما پس از دیدارش با ملک فیصل بن عبدالعزیز، اجازهٔ توزیع آن در کشور داده شد؛ او به ملک فیصل نسخه‌ای از «وزن‌های گریان» راد داد که او پسندید و دستور داد که اجازهٔ انتشار به آن داده شود. ثریا قابل برای بسیاری از روزنامه‌ها و مجلات سعودی نوشت و کار کرد و بر بسیاری از صفحات فرهنگی و اجتماعی نظارت داشت.با این مجموعه اشعار و اشعاری که در روزنامه‌ها منتشر کرد، به شهرت چشمگیری در جامعهٔ ادبی دست یافت و به سرودن اشعار غنایی محاوره روی آورد. او به‌عنوان مشهورترین فردی توصیف شد که آهنگ‌های سعودی را با اشعار غنایی بر اساس واژگان حجازی گسترش داد و همراه با فوزی محسون، دو رکن اصلی آواز حجازی را در دوران طلایی آن تشکیل داد. او یکی از اولین شاعران زن سعودی بود که سرودهایش توسط مشهورترین خوانندگان خوانده شد. اولین شعر او «بشویش عاتبنی» بود که توسط محمد شفیق آهنگسازی شد و توسط طلال مداح خوانده شد. از این رو، به «صدای جده» مشهور شد. محمد حسن عواد او را «خنسای سدهٔ بیستم» نامید. علاوه بر مجموعه «وزن‌های گریان» مجموعه‌ای با عنوان «عطر پاشیدن» (به عربی: رشة عطر) ارائه کرد که بسیاری از نوشته‌های منثور خود را در آن جای داد.
در طول فعالیت طولانی خود القاب و جوایز بسیاری را دریافت کرده است، از جمله: جایزهٔ پیشگامان جامعهٔ سعودی در سال ۲۰۰۲ به پاس نقشش در توسعهٔ شعر و جنبش فرهنگی زنان در عربستان سعودی؛ توسط جشنوارهٔ ملی میراث و فرهنگ جنادریه در سال ۲۰۰۵ مورد تجلیل قرار گرفت؛ به دلیل خلاقیت شاعرانه و روابط اجتماعی و فرهنگی با لبنان نشان سدر لبنان را دریافت کرد. با عضویت در بسیاری از انجمن‌های زنانه و ادبی، فعالیت اجتماعی زیادی دارد. قابل به خاطر دفاع سرسختانه از حقوق زنان سعودی و مخالفتش با تمام تلاش‌های غیررسمی برای جلوگیری از مشارکت زنان در زندگی سعودی از دههٔ ۱۹۶۰ معروف است.

## زندگی شخصی
در سال ۱۹۶۳ با پسر عمویش سلیمان حسن عبدالقادر ازدواج کرد و پسرش حسام را در سال ۱۹۶۷ به دنیا آورد. در ژانویه ۲۰۲۴ شاهزاده خالد بن فهد بن عبدالعزیز اعلام کرد که درمان ثریا قابل را که پس از بروز مشکل سلامتی به بیمارستان بین‌المللی السلام در قاهره منتقل شد، پوشش خواهد داد.

## آثار
- الأوزان الباكية: ۱۹۶۳.
- رشة عطر